# UFC Fight Night: Cowboy vs. Medeiros
UFC Fight Night: Cowboy vs. Medeiros fue un evento de artes marciales mixtas organizado por Ultimate Fighting Championship que se llevó a cabo el 18 de febrero de 2018 en el Frank Erwin Center en Austin, Texas.

## Historia
El evento estelar contó con el combate de peso wélter entre Donald Cerrone y Yancy Medeiros.
El evento coestelar contó con el combate de peso pesado entre Derrick Lewis y el polaco Marcin Tybura.

## Premios extra
Cada peleador recibió un bono de $50,000.
- Pelea de la Noche: Brandon Davis vs. Steven Peterson
- Actuación de la Noche: Derrick Lewis y Curtis Millender